# مت‌سرویس
مت‌سرویس (انگلیسی: MetService) شرکت دولتی مراقبت سلامت نیوزیلندی است، که در سال ۱۹۹۲ تأسیس شد.